# Wolfsbrigade 44
Die Wolfsbrigade 44 oder Sturmbrigade 44 war eine neonazistische Organisation in Deutschland, die am 1. Dezember 2020 durch das Bundesministerium des Innern, für Bau und Heimat verboten wurde.

## Name
In ihrem Gründungsjahr 2016 nannte sich die Gruppe Sturmbrigade 44 und zwei Jahre später benannte sie sich in Wolfsbrigade 44 um. Die Zahl „44“ ist ein neonazistischer Zahlencode, der sich auf die  SS-Sondereinheit "Division Dirlewanger" (DD) bezieht. Der vierte Buchstabe im Alphabet ist das D. Der Kriegsverbrecher Oskar Dirlewanger war als Kommandeur einer besonders sadistischen und berüchtigten Sondereinheit der Waffen-SS namensgebend.

## Ideologie und Symbolik
Die Gruppe war nicht groß, aber alle seien überzeugte Neonazis, die in der rechten Szene fest verwurzelt sind, so die Ermittlungsbehörde. Das „Ausmaß der rechtsextremistischen Ideologie, die dahintersteckt“, erklärte der nordrhein-westfälische Innenminister Herbert Reul, mache sie gefährlich. In den sozialen Medien habe sie fremdenfeindliche, offen antisemitische und rassistische Positionen verbreitet. Sie war nach Einschätzung der Sicherheitsbehörden streng hierarchisch organisiert.
Die Symbolik, die die Gruppe verwendete, ist an die der SS angelehnt. Sie verwendete Totenköpfe mit gekreuzten Stielhandgranaten oder Messern wie auch Hakenkreuze. Die Gruppe wollte einen neuen NS-Staat errichten und den demokratischen Rechtsstaat abschaffen. Die Bundesrepublik Deutschland wird in den Statuten der Gruppe als „Judenrepublik“ bezeichnet. Anschlagspläne verfolgte die Vereinigung nach jetzigem Stand der Ermittlungen laut Herbert Reul nicht.

## Durchsuchungen
Anfang des Jahres 2018 wurde in einem Eisenbahnzug eine Tasche mit Waffen und einem T-Shirt mit dem Aufdruck „Sturmbrigade 44 Köthen-Anhalt“ aufgefunden.
Räume der neonazistischen Gruppe wurde im Juli 2019 zum ersten Mal wegen des Verdachts der Bildung einer kriminellen Vereinigung durch die Generalbundesanwaltschaft durchsucht.
Ziel einer zweiten Untersuchung am 1. Dezember 2020 war u. a. die Beschlagnahme von Vereinsvermögen sowie neonazistisches Propagandamaterial. Dabei wurden 20 Wohnungen von Gruppenmitgliedern durchsucht, davon 18 in Hessen, hinzu kamen Untersuchungen an vier Arbeitsstellen und in zwei Zellen von Mitgliedern der Gruppe, die sich in Haft befinden. Auch in Nordrhein-Westfalen und Mecklenburg-Vorpommern gab es Durchsuchungen, eine Durchsuchung in Sachsen-Anhalt scheiterte, weil die zuständigen Gerichte sie ablehnten, da ihnen die Begründungen hierfür nicht ausreichten.

## Musikszene
Die Gruppe hatte enge Verbindungen in die rechtsextreme Musikszene. Der Anführer bzw. „Präsident“ der Gruppe soll laut ARD-Hauptstadtstudio zur Rechtsrockband „Sturmrebellen“ gehören.

## Verbotsverfahren
Im Jahr 2020 wurde in der Bundesrepublik bereits zum vierten Mal ein Vereinsverbot gegen rechtsradikale Gruppen ausgesprochen. Anfang 2020 war die Vereinigung Combat 18 verboten worden. Danach folgten die Verbote der Reichsbürgervereinigung Geeinte deutsche Völker und Stämme sowie der Gruppe Nordadler.